# Marvins Revolt
Marvins Revolt er en trio fra Danmark, dannet i 2002. Bandet spiller kantet, men melodiøs pop/rock. Passer nok bedst under betegnelsen math rock.

## Historie
Bandet, der startede ud som kvartet, udgav en selvfinansieret EP i 2004. Lyden tog udgangspunkt i en aggressiv og støjende rock, ikke ulig de amerikanske helte i Sonic Youth, Dinosaur Jr og Shellac. EP'en høstede god omtale i medierne og førte til en lille anerkendelse i det københavnske undergrundsmiljø. Senere, i 2005, spillede bandet på Roskilde Festivals junior scene og SPOT 11-festivalen i Århus.

### Debutalbum
Herefter var der stilhed fra bandet frem til udgivelsen af debutalbummet Fell In love With Tanks And Satellites, som blev udgivet af det lille uafhængige københavnske label Quartermain Records i april 2006. Et mere rytmisk udfordrende album, som blev fulgt op af en Danmarkstour og blandet kritik fra medierne.

### Interne problemer og udvikling
I det følgende efterår, efter en periode med tumult i bandet, blev Marvins Revolt reformeret til en trio. Dette førte markante musikalske ændringer med sig, blandt andet blev der nu inddraget keyboards, og der blev skabt et mere varieret lydbillede, dog stadig med rødderne i den stramt spillede rockmusik. Sangene blev mere komplekse, men samtidig også langt mere iørefaldende.

### Andet album
Marvins Revolt udgav i september 2007 albummet Killec, som er indspillet i samarbejde med Niels Høg i Lydkraft Studiet i Odense. Albummet bel udgivet på det irske DIY-label, Popular Records, og blev fulgt op af en lang række koncerter rundt omkring i Europa.
Albummet er efterfølgende blev udgivet på indielabels i både Storbritannien og Japan, og har modtaget positive anmeldelse[kilde mangler] og airplay på radiostationer verden over.[kilde mangler]